# Strong (Arrested Development)
Strong è il sesto album in studio del gruppo musicale statunitense Arrested Development, pubblicato il 9 dicembre 2009 in Giappone e dal gennaio 2010 negli Stati Uniti.

## Tracce
Edizione statunitense
1. Bloody – 3:22
2. Let Your Voice Be Heard – 4:34
3. The Trends – 3:55
4. Haters – 4:05
5. Any Tree But That – 3:18
6. Greener – 5:39
7. Too Much Woman For Ya – 3:38
8. La La La – 3:32
9. We Rad, We Doin' It – 3:41
10. The World is Changing – 3:56
11. Africa We Thank Ya – 4:05
12. Freedom – 4:09

Edizione giapponese
1. Haters
2. Too Much Woman For Ya
3. The World is Changing
4. La La La
5. Let Your Voice Be Heard
6. Bloody
7. Greener
8. The World Is A Friendly Place
9. Any Tree But That
10. We Rad, We Doin' It
11. So Authentic
12. Granola Girl
13. A Truce
14. The World Is Changing (DJ Hasebe Remix)